# Seh Dāngeh
Seh Dāngeh (persiska: نصرت آباد سه دانگه, Noşratābād-e Seh Dāngeh, سه دانگه) är en ort i Iran.   Den ligger i provinsen Kerman, i den sydöstra delen av landet, 1 000 km sydost om huvudstaden Teheran. Seh Dāngeh ligger 1 521 meter över havet och antalet invånare är 313.
Terrängen runt Seh Dāngeh är kuperad åt sydost, men åt nordväst är den platt.Runt Seh Dāngeh är det glesbefolkat, med 8 invånare per kvadratkilometer. Seh Dāngeh är det största samhället i trakten. Omgivningarna runt Seh Dāngeh är i huvudsak ett öppet busklandskap.